# Dendrotriton rabbi
Dendrotriton rabbi és una espècie d'amfibi urodel de la família Plethodontidae. Habita a Guatemala i possiblement a Mèxic. El seu hàbitat natural són els montans humits tropicals o subtropicals. Està amenaçada d'extinció a causa de la destrucció del seu hàbitat.